# Basmala

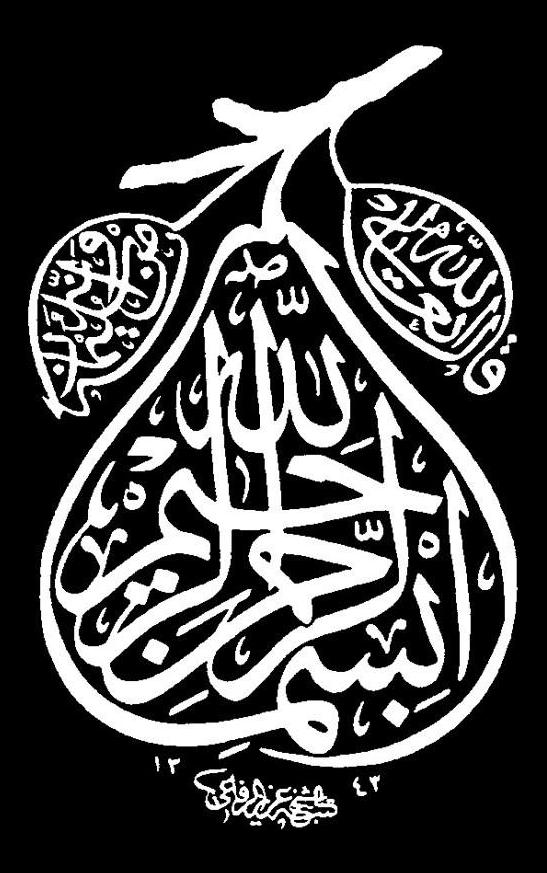
Basmala konstnärligt framställt i formen av ett päron.

Basmala är ett samlande namn på frasen I Guds, den Barmhärtiges, den Nåderikes namn, på arabiska بسم الله الرحمن الرحيم , Bismillahi ar-Rahman ar-Rahim, som är islams konsekrationsformel. 
Denna fras inleder alla kapitel i Koranen utom kapitel nio, och även varje betydelsefull muslimsk handling. Ar-Rahman och ar-Rahim är två av Guds främsta namn enligt islamsk teologi.